# Xã Thompson, Quận Susquehanna, Pennsylvania
Xã Thompson (tiếng Anh: Thompson Township) là một xã thuộc quận Susquehanna, tiểu bang Pennsylvania, Hoa Kỳ. Năm 2010, dân số của xã này là 410 người.